# Tomasz Szeja
Tomasz Szeja (ur. 7 sierpnia 1978 w Rudzie Śląskiej, zm. 5 lutego 2004 w Katowicach) – polski piłkarz.
Był wychowankiem Uranii Ruda Śląska. Z tego klubu przeszedł do Ruchu Chorzów (1999), nie zdołał jednak przebić się do podstawowego składu. Od 2000 zawodnik Piasta Gliwice, w którym rozegrał 99 spotkań ligowych, w 2003 wywalczył awans do II ligi i strzelił 13 bramek. Tomasz Szeja był kapitanem zespołu Piasta.
Sukcesy odnosił także w piłce nożnej halowej. Jako zawodnik Cleareksu Chorzów najpierw awansował do pierwszej ligi, następnie zdobył trzy tytuły mistrza Polski oraz uczestniczył w turnieju finałowym Klubowego Pucharu Europy w Lizbonie (2002).
Zmarł wskutek niewyjaśnionej choroby po kilkunastodniowej śpiączce. Jego pamięć została uczczona corocznym turniejem piłki halowej w Rudzie Śląskiej.